# Scream (Michael Jackson)
I'm tired of the schemes,
The lies are disgusting,
So what does it mean, damn it,
You're kicking me down,
I got to get up,
As jacked as it sounds,
The whole system sucks»
Sono stanco degli schemi,
Le bugie sono disgustose,
Quindi cosa significa, dannazione,
Mi stai buttando giù,
Devo rialzarmi,
E' corrotto come sembra,
L'intero sistema fa schifo»
(Michael Jackson in Scream)
Scream è una canzone di Michael Jackson cantata in duetto con sua sorella Janet Jackson ed estratta (insieme a Childhood) come singolo di lancio dell'album HIStory: Past, Present and Future - Book I il 29 maggio 1995. Il videoclip della canzone ha vinto un Grammy Award come miglior video musicale e 3 MTV Award, a fronte di un record di 11 nomination, e venne inoltre inserito nel Guinness dei primati come "video più costoso della storia" con oltre 7 milioni di dollari di budget.

## Descrizione

### Antefatti e i rapporti di Jackson con la stampa
Scream è una canzone in primo luogo contro la stampa scandalistica. Già negli anni '80, Jackson e la stampa hanno avuto un rapporto difficile. I tabloid pubblicarono diversi articoli sostenendo che Jackson dormisse in una camera iperbarica per rallentare il processo di invecchiamento quando, in realtà, l'artista era stato ritratto in tale camera dopo aver visitato un centro ustionati supportato da una sua donazione, avvenuta dopo aver subito delle ustioni al cuoio capelluto nel 1984 mentre registrava uno spot per la Pepsi. Quando Jackson salvò uno scimpanzé, assieme ad altre decine di animali cavie da laboratorio, e lo portò a vivere con sé e lo chiamò Bubbles, i media dell'epoca lo criticarono parlando di un presunto crescente distacco dalla realtà. Venne anche falsamente riportato che Jackson si era offerto di acquistare le ossa di Joseph Merrick (l'"uomo elefante"), in realtà di proprietà di un museo. Jackson venne inoltre accusato di aver abusato della chirurgia plastica e di essersi "sbiancato" la pelle quando in realtà soffriva di Vitiligine.
Queste continue false storie sui media dell'epoca hanno ispirato i tabloid inglesi a coniare il soprannome dispregiativo "Wacko Jacko" o "Jacko" entrambi nomignoli che l'artista detestava.
Nel 1989, Jackson rispose ad alcune di queste accuse col video musicale di Leave Me Alone. Nel video ci sono immagini di giornali con titoli bizzarri e si vede Jackson che balla con le ossa dell'uomo elefante.
Nell'agosto del 1993, Michael Jackson venne accusato di presunte molestie sessuali verso un minore da parte di Evan Chandler, padre di Jordan "Jordie" Chandler, l'accusatore. Tali accuse portarono ad un grande trambusto mediatico e Jackson finì, suo malgrado, su tutte le prime pagine dei giornali, telegiornali e tabloid dell'epoca, subendo un vero e proprio linciaggio mediatico ancora prima che le accuse venissero formalizzate, con un conseguente calo di popolarità e stress che lo costrinsero a cancellare varie tappe del Dangerous World Tour (comunque tutte già sold out) e infine a sospenderlo del tutto. Inoltre, la PepsiCo, sponsor del tour, rescisse il contratto con Jackson per non accostare il proprio marchio all'artista in difficoltà. In un comunicato stampa video-registrato nel suo Neverland Ranch, Jackson si dichiarò innocente:
Tali accuse vennero ritirate con un accordo extra-giudiziario dopo che la famiglia dell'accusatore fece richiesta di una somma di denaro di svariati milioni di dollari. Il cantante si disse pronto ad affrontare la giustizia con un processo giudiziario, ma pagò su consiglio dei suoi numerosi avvocati che non potevano assicurargli che sarebbe stato assolto.

### Composizione
Con Scream Michael Jackson tornò pertanto sulle scene dopo le accuse di presunte molestie risalenti a due anni prima e il testo della canzone tratta della pressione soffocante dei mass media e di generiche ingiustizie, ma l'allusione diretta che emerge dal testo nel ritornello riguarda le vicende giudiziarie che in quel periodo erano pesate su Jackson. Nella canzone, Jackson invita i media a fermare le pressioni e smettere di falsare la verità.
La canzone venne scritta e composta da Jackson stesso, da sua sorella Janet Jackson e dai produttori R&B Jimmy Jam e Terry Lewis.
Janet Jackson volle essere coinvolta nel progetto come una dimostrazione di sostegno al fratello. Fu la prima volta che lavorarono insieme ad un'intera canzone ed era dal 1982, quando Janet fornì dei cori per P.Y.T. (Pretty Young Thing), e dal 1984, quando Michael cantò nei cori di Don't Stand Another Chance, che non lavoravano insieme. Fu invece la prima volta che Michael Jackson lavorò con Jam e Lewis, mentre Janet aveva lavorato con loro con successo in tutti i suoi album sin dal 1986.

## Copertina
La copertina dei singoli mostrava due sagome nere dei due volti dei Jackson di profilo uno di fronte all'altro a formare due ombre cinesi. Nel libretto dell'album HIStory e nel retro di copertina dei singoli di Scream/Childhood, c'è un'immagine del 1981 acquerello di Gottfried Helnwein ("Das Lied / The Song "), che è l'immagine di una bambina in difficoltà che sta urlando verso il soffitto. Il testo di Scream è stato aggiunto sul muro accanto alla bambina. Verso la fine del libretto invece c'è una copia della lettera di un bambino indirizzata al presidente degli Stati Uniti, Bill Clinton, chiedendogli di porre fine alla guerra, all'inquinamento e di fermare le notizie di stampa negative su Jackson.

## Video musicale
Il video musicale, girato completamente in bianco e nero, vede Michael e la sorella Janet vagare all'interno di una navicella spaziale super-attrezzata, che serve ad accentuare il loro senso di alienazione, mentre ballano, cantano, guardano opere d'arte e telegiornali che riportano notizie di ingiustizie. Questo video è citato nel Guinness dei primati del 1996 come il più costoso della storia, con oltre 7 milioni di dollari spesi per la sua realizzazione. Il primato apparteneva al video di Bedtime Story di Madonna, che venne a costare circa 5 milioni di dollari; entrambi furono girati sotto la direzione di Mark Romanek.
Mentre il look di Michael Jackson nel video è simile a quello di quegli anni del cantante, Janet Jackson assume invece una personalità e un look più tetri, inediti nei suoi precedenti video musicali, sfoggiando un taglio di capelli liscio e corto e un trucco più pesante, un bikini striminzito in alcune scene, afferrandosi i seni, facendo il dito medio e simulando l'urinazione maschile.
Il video ha influenze di fantascienza, come il film 2001: Odissea nello spazio di Stanley Kubrick, e influenze degli anime giapponesi: vari spezzoni della serie anime Zillion e del film d'animazione Akira possono essere visti nelle immagini di sfondo.

### Messa in onda
Il video fece il suo debutto negli Stati Uniti il 14 giugno del 1995, durante un'intervista esclusiva condotta dalla giornalista Diane Sawyer a Jackson e all'allora sua consorte Lisa Marie Presley per il programma televisivo PrimeTime Live sulla ABC e venne mandato in onda in contemporanea su MTV, BET, VH1 e FOX oltre che in altri 27 paesi, con una stima di oltre 500 milioni di telespettatori in tutto il mondo.

### Critica e accoglienza
Fu uno dei video di Jackson più acclamati dalla critica, Heather Phares di Allmusic ha descritto il video come «elegante video interstellare». James Hunter di Rolling Stone lo definì un «video contemporaneo». Jim Farber l'ha definito «un bel video in bianco e nero; il grande fascino del video è che nessuno dei due fratelli sembra abbastanza reale».

### Premi e riconoscimenti
Nel 1995, Scream è stato nominato a 11 MTV Video Music Award, all'epoca record di nomination per un video musicale, e ha vinto come Miglior Video Dance, Miglior Coreografia e Miglior regia artistica. Jackson ha dichiarato di essere molto onorato, spiegando di aver lavorato molto duro ed era molto felice della positiva ricezione al video. L'anno seguente, il video ha vinto un Grammy Award come Miglior video musicale. Nel 2001, VH1 inserì Scream al numero nove nella loro lista dei migliori 100 video musicali.

## Il singolo
Scream è stato il primo singolo estratto dall'album HIStory e venne pubblicato in un singolo doppio lato A assieme alla canzone Childhood estratta invece dalla colonna sonora del film Free Willy 2 e contenuta anch'essa in HIStory.

## Promozione
Michael Jackson ha interpretato la canzone dal vivo, In una versione accorciata e da solista, come canzone di apertura in tutte le tappe del suo HIStory World Tour nel 1996/1997. Inoltre ne interpretò uno snippet durante un medley sia durante gli MTV Video Music Awards 1995 che nei due concerti benefici Michael Jackson & Friends del 1999.

### Tributo agli MTV Video Music Awards 2009
Nel settembre del 2009, Janet Jackson eseguì Scream live agli MTV Video Music Awards 2009 duettando con una registrazione della voce del fratello e accompagnata dalle immagini del video, come parte di un medley-tributo a suo fratello Michael Jackson, morto tre mesi prima.
La cantante ha interpretato nuovamente la canzone in un medley, duettando ancora una volta con una registrazione della voce del fratello, nei suoi tour Number Ones, Up Close and Personal World Tour (2011), Unbreakable World Tour (2015-2016), State of the World Tour (2017-2019) e A Special 30th Anniversary Celebration of Rhythm Nation (2019).